# Cooperův test
Cooperův test je test fyzické zdatnosti jedince, při kterém se měří vzdálenost, kterou člověk uběhne za rovných 12 minut. Navrhl jej v roce 1968 Kenneth H. Cooper pro účely armády Spojených států amerických. Z výsledku lze dle tabulky (zohledňující kromě vzdálenosti ještě pohlaví a věk jedince) zhruba určit, v jaké je člověk fyzické kondici. Jelikož jde o kondiční test, tak se předpokládá, že se poběží stálým tempem a bez sprintů.
Toto je ukázka jedné z mnoha variant tabulek vyhodnocujících tento test:
| Věk   | Pohlaví | Velmi dobrý | Dobrý         | Průměrný      | Špatný        | Velmi špatný |
| ----- | ------- | ----------- | ------------- | ------------- | ------------- | ------------ |
| 13-14 | Muži    | 2700+ m     | 2400 – 2700 m | 2200 – 2399 m | 2100 – 2199 m | do 2100 m    |
| 13-14 | Ženy    | 2000+ m     | 1900 – 2000 m | 1600 – 1899 m | 1500 – 1599 m | do 1500 m    |
| 15-16 | Muži    | 2800+ m     | 2500 – 2800 m | 2300 – 2499 m | 2200 – 2299 m | do 2200 m    |
| 15-16 | Ženy    | 2100+ m     | 2000 – 2100 m | 1700 – 1999 m | 1600 – 1699 m | do 1600 m    |
| 17-20 | Muži    | 3000+ m     | 2700 – 3000 m | 2500 – 2699 m | 2300 – 2499 m | do 2300 m    |
| 17-20 | Ženy    | 2300+ m     | 2100 – 2300 m | 1800 – 2099 m | 1700 – 1799 m | do 1700 m    |
| 20-29 | Muži    | 2800+ m     | 2400 – 2800 m | 2200 – 2399 m | 1600 – 2199 m | do 1600 m    |
| 20-29 | Ženy    | 2700+ m     | 2200 – 2700 m | 1800 – 2199 m | 1500 – 1799 m | do 1500 m    |
| 30-39 | Muži    | 2700+ m     | 2300 – 2700 m | 1900 – 2299 m | 1500 – 1899 m | do 1500 m    |
| 30-39 | Ženy    | 2500+ m     | 2000 – 2500 m | 1700 – 1999 m | 1400 – 1699 m | do 1400 m    |
| 40-49 | Muži    | 2500+ m     | 2100 – 2500 m | 1700 – 2099 m | 1400 – 1699 m | do 1400 m    |
| 40-49 | Ženy    | 2300+ m     | 1900 – 2300 m | 1500 – 1899 m | 1200 – 1499 m | do 1200 m    |
| 50+   | Muži    | 2400+ m     | 2000 – 2400 m | 1600 – 1999 m | 1300 – 1599 m | do 1300 m    |
| 50+   | Ženy    | 2200+ m     | 1700 – 2200 m | 1400 – 1699 m | 1100 – 1399 m | do 1100 m    |

| Pohlaví | Velmi dobrý | Dobrý         | Průměrný      | Špatný        | Velmi špatný |
| ------- | ----------- | ------------- | ------------- | ------------- | ------------ |
| Muži    | 2800+ m     | 2400 – 2800 m | 2200 – 2399 m | 1600 – 2199 m | do 1600 m    |
| Ženy    | 2700+ m     | 2200 – 2700 m | 1800 – 2199 m | 1500 – 1799 m | do 1500 m    |

Pro srovnání: světový rekord v běhu na 5000 metrů držel v roce 2022 Uganďan Joshua Cheptegei, který tuto vzdálenost zaběhl za 12:35,36 minut. Stejným tempem by za 12 minut uběhl 4766 metrů.

## Praktické využití
V praxi bývá problém s měřením uběhnuté vzdálenosti po 12 minutách, zvlášť když se neběží na předem změřené trase. Většina armád ve světě proto používá pevnou vzdálenost. Sice to není přímo Cooperův test, ale je to rozumný kompromis. Například britští vojáci běhají 1,5 míle, vojáci armády Spojených států 2 míle a američtí mariňáci 3 míle. Každá trasa je přesně změřená a jsou aplikovány korekce zohledňující místní podmínky (převýšení, atd.). 2 míle jsou dostatečně dlouhá trasa, protože většině vojáků trvá déle než 12 minut, než ji uběhnou.